# Púchovská kultura

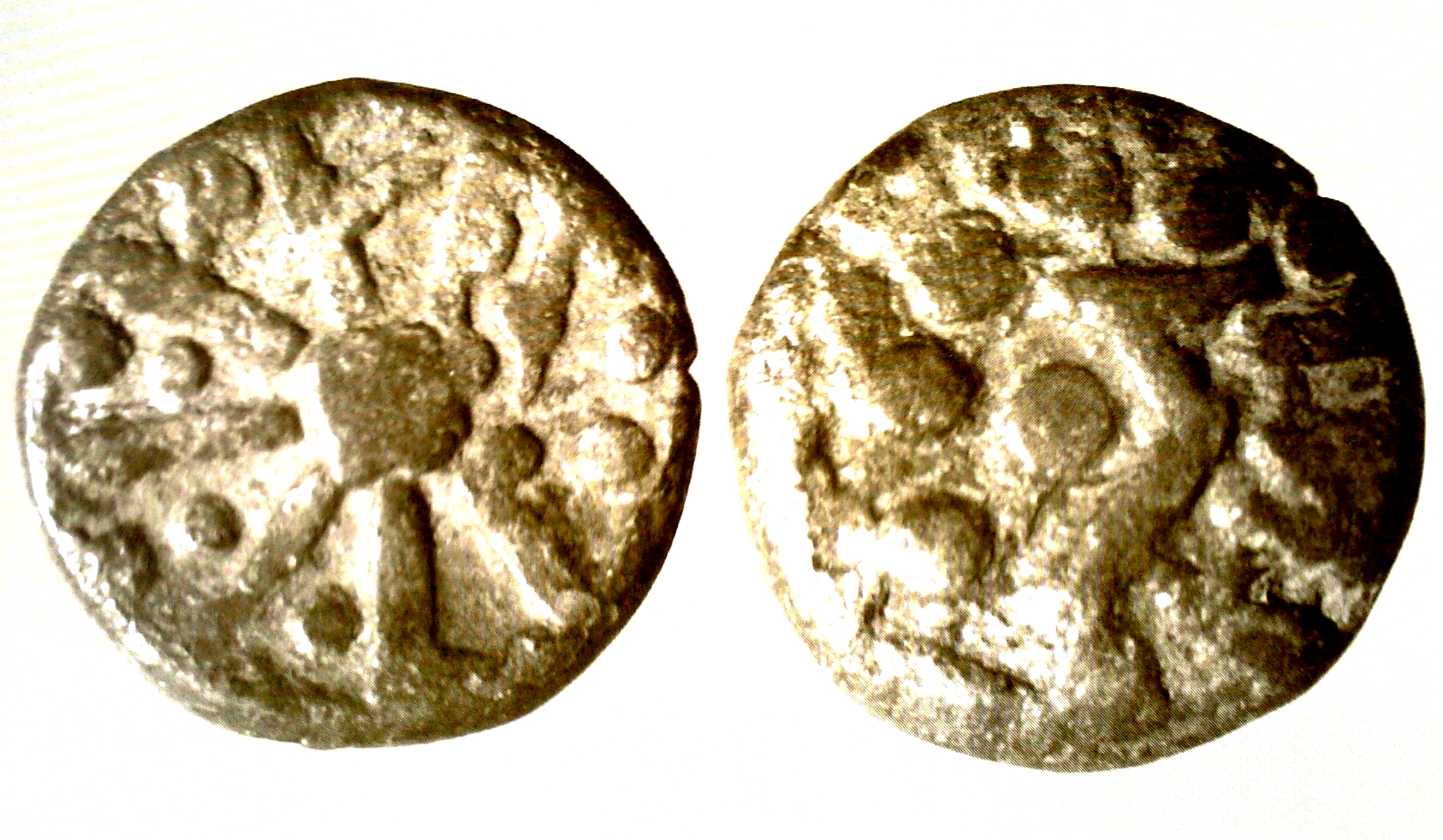
Mince z Považské Bystrice datované do prvního století př. n. l.

Púchovská kultura se vyvinula v posledních staletích před naším letopočtem na podkladě starších, halštatských kultur hornatého středního Slovenska za působení vlivů dalších etnik – germánského, dáckého a především keltského. Eponymní lokalita v Púchově byla objevena již roku 1888, specifičnost nálezů však rozpoznal až roku 1937 rakouský badatel Eduard Beninger, který označení púchovská kultura použil poprvé. Nejznámější a nejlépe prozkoumanou lokalitou je opevněná soustava Havránok nad Liptovskou Marou, dalším pramenem poznání jsou sídliště, popř. depoty; pohřebiště púchovské kultury (zatím) známa nejsou. Púchovská kultura se ze svého původního území rozšířila v pozdní době laténské (LT C2 – LT D1) i do přilehlých oblastí jižního Polska a severovýchodní a východní Moravy a její nositelé udržovali úzký kontakt s moravským keltským obyvatelstvem.
Výsledky výzkumů především na Slovensku naznačují, že velmi důležitým, ba stěžejním faktorem púchovské ekonomiky bylo železářství a dálkový obchod (předpokládá se, že jedna z větví tzv. Jantarové stezky vedla právě přes území osídlené púchovskou kuturou). Púchovská kultura byla silně latenizována, tj. její nositelé přejímali ve velké míře projevy keltské – či lépe řečeno laténské – kultury a nechávali se jí silně ovlivnit, což lze pozorovat především na zbraních, nástrojích a špercích. Je možno uvažovat i o tom, že etnicky je lze alespoň částečně spojovat s keltským kmenem Kotinů. Nejvýznamnější púchovskou lokalitou na Moravě je hradisko Požaha na katastru obce Jičina u Nového Jičína, typická malá výšinná opevněná sídliště – hradiska pak tvoří pás na okraji hornaté hraniční oblasti Moravskoslezských Beskyd a Bílých Karpat a na jihu sahají až do Povláří. Úloha púchovské kultury v procesu zániku keltského osídlení Moravy není zcela jasná, ovšem zatímco doklady o přítomnosti Keltů zde mizí zhruba kolem roku 50 př. n. l. (tj. koncem stupně LT D1), její výskyt na Moravě pokračuje v období stupně LT D2 až ke zlomu letopočtu.